# Sanctuaire de Notre-Dame du Mont Berico
Le sanctuaire de Notre-Dame du Mont Berico (italien : santuario della Madonna di Monte Berico) est un lieu de culte catholique à Vicence, situé au sommet de la colline du même nom, dominant la ville, à 124 mètres d'altitude.
Elle est le résultat de la fusion de deux églises : la première du XVe siècle, gothique, la seconde, de la seconde moitié du XVIIe siècle, baroque. En mai 1904, le pape Pie X l'éleva au rang de basilique mineure.

## Histoire

### Époque moderne

#### Apparitions mariales
La première église est construite, selon la tradition, à la suite de deux apparitions de la Madone, à une paysanne de Sovizzo, Vincenza Pasini, en 1426 et en 1428, période marquée par une grave épidémie de peste. Lors de ces apparitions la Vierge aurait demandé la construction d'une église qui lui soit dédiée. Les chroniques de l'époque s'accordent à rapporter qu'après que la construction du premier sanctuaire — une modeste salle rectangulaire construite en seulement trois mois — l'épidémie de peste cessa. Cependant, les épidémies se succèdent avec une fréquence considérable dans la région de Vicence et dans la ville jusqu'en 1630. L'autel, présentant une effigie de la Madone, était adossé au mur, à l'endroit supposé des apparitions et où l'image sacrée est encore vénérée aujourd'hui.
Le seul document que nous ayons des apparitions est le Procès des apparitions de la Vierge au Mont Berico, rédigé par le jurisconsulte Giovanni da Porto, un des sapientes deputati ad utilia de la Commune, economus et defensor loco du couvent, concluant positivement en faveur des apparitions en 1431,. Le rapport de l'enquête canonique a été intégralement réédité en latin en 1991. Aucune chronique de l'époque ne mentionne les apparitions et le premier document indiquant les apparitions comme fait historique est une résolution municipale du 10 janvier 1529.
Divers éléments de ce Procès, dressé alors que la construction de l'église déjà achevée — dont la présence peu claire de l'autorité ecclésiastique dans une matière relevant de sa compétence — soulèvent de sérieux doutes sur la fiabilité de ce qui est décrit. C'est aussi le moment où Vicence — qui avait perdu toute autonomie politique, d'abord sous la domination des Scaligeri et des Visconti, puis son rattachement à la Sérénissime — a construit sa propre identité. Le Procès, élaboré à l'initiative de la Municipalité (et non de l'évêque vénitien de l'époque Pietro Emiliani ) peut avoir été utilisé afin de renforcer cette identité .

#### Première église

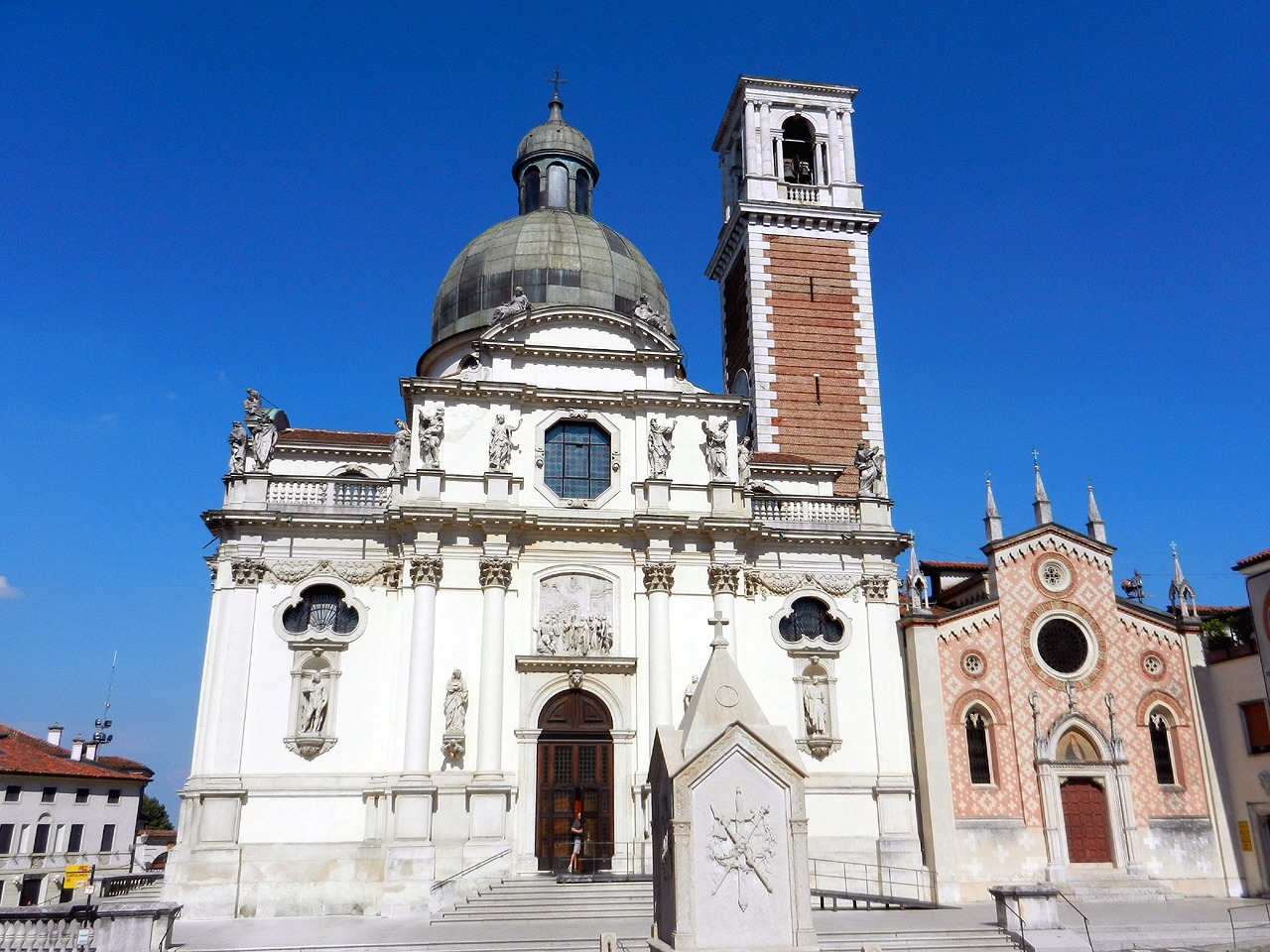
Façade est. À droite, la façade de l'ancienne église, restaurée au XIXe siècle.

La gestion de la première église gothique — dédiée à Sancta Maria de gratia — fut initialement confiée aux religieux de l'ordre de Sainte-Brigitte, mais dès 1435, ces frères cèdent l'église et le monastère aux Servites de Marie, déjà établi à Vicence depuis quelques années.
Vers le milieu du siècle, les Servites achèvent le couvent, avec l'érection du cloître, de l' hôtellerie, de l'infirmerie et du clocher.
Grâce à de nombreux dons et legs, l'église primitive a été agrandie vers l'est.
Vers 1480, sur un projet de Lorenzo da Bologna, sont remplacés, pour être agrandies, la sacristie et l’abside (démolies en 1824 pour faire place au nouveau clocher) et la voûte de l'église a été décorée de fresques par Bartolomeo Montagna.

#### Agrandissement par Palladio
Andrea Palladio dessina vers 1562 un projet d'église à plan central, qui fut cependant mis de côté. Dans les années 1578-1579 l'architecte fit un ajout classique, de plan carré, de 12 m de côté, au nord de l'église gothique du XVe siècle. L’agrandissement était devenue nécessaire pour remédier à l'étroitesse de l'espace où se trouvait l'autel de la Vierge face à l’afflux des pèlerins.

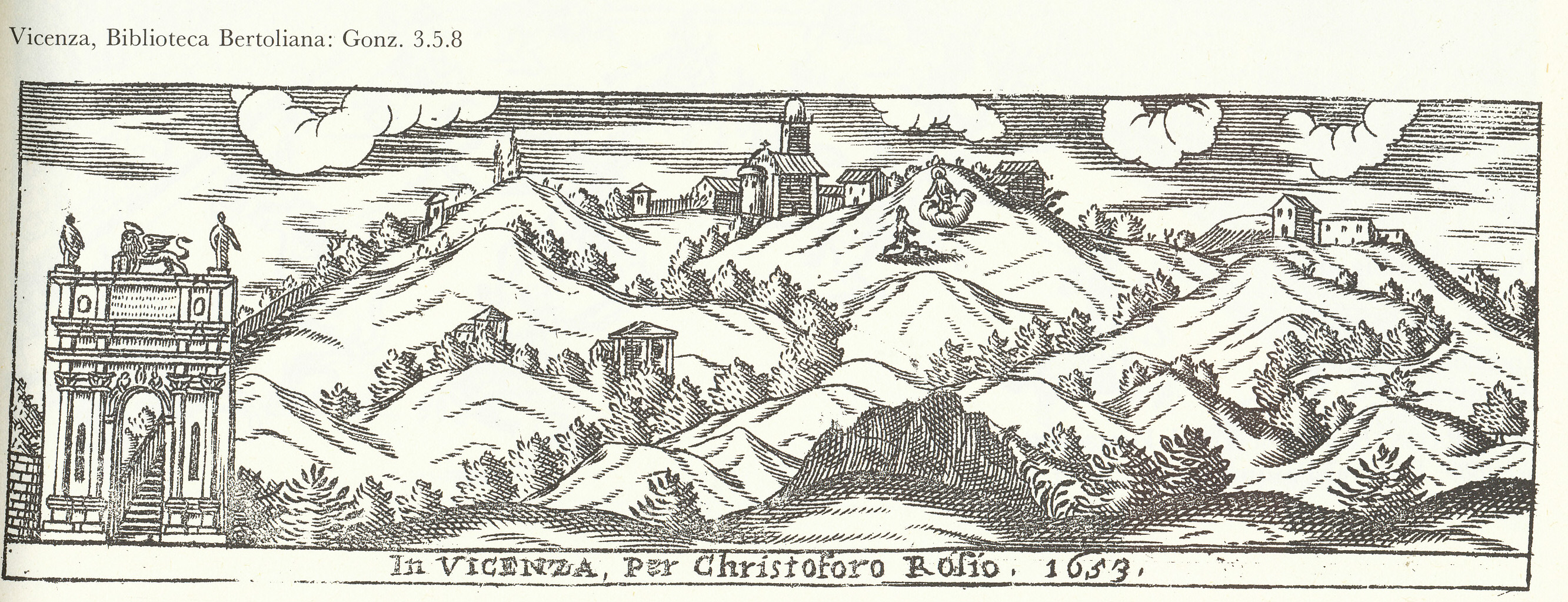
Gravure de Cristoforo Rosio, 1653, représentant l'arco delle Scalette, le mont, l'église et l'apparition de la Madone.

### Peste duXVIIesiècleet seconde église
En août 1630, arrive une épidémie de peste, dans le sillage de la guerre de Mantoue.
Après l'épidémie, la commune décide d'agrandir l'église, en accord avec les Servites. Une fois le financement obtenu, l'agrandissement de Palladio est supprimé au profit d'un édifice plus vaste, de style baroque, construit par Carlo Borèlla, à plan central. Les travaux se déroulent entre juillet 1688 et décembre 1703.

### Époque contemporaine

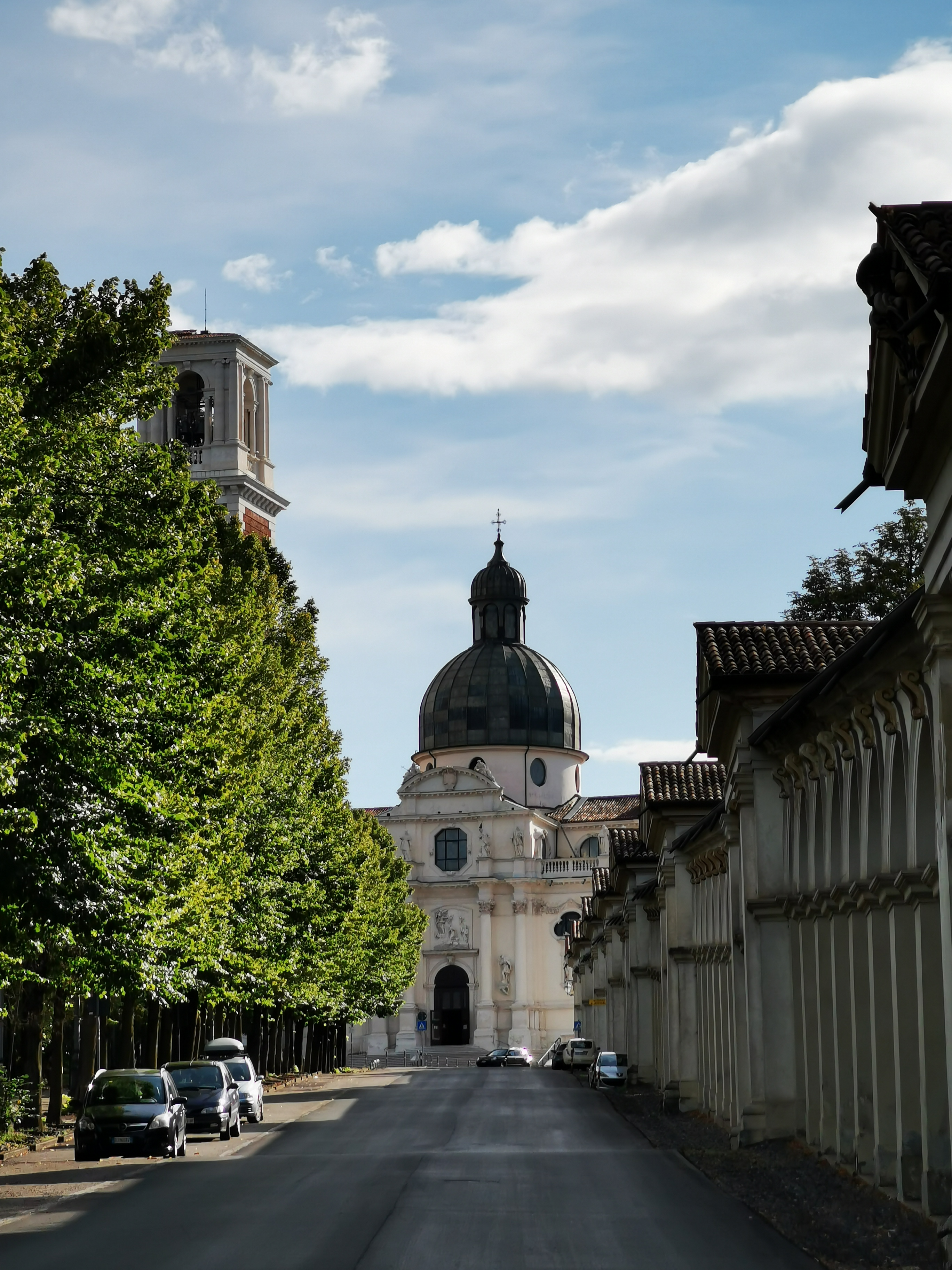
À droite, les arcades conçues par Francesco Muttoni en 1780. Au fond, la façade ouest de la basilique.

Après la construction des arcades conçues par Francesco Muttoni en 1780, qui ont considérablement facilité l'accès depuis la ville, le flux de pèlerins et les processions de la ville ont considérablement augmenté.
Sous domination napoléonienne, une partie du couvent fut supprimée. En 1813, faisant alors partie du royaume d'Italie, cette partie fut achetée par la gestion domaniale des départements de l'Adige, du Bacchiglione et du Tagliamento.
Sous le royaume de Lombardie-Vénétie sous domination autrichienne, reprends la vie religieuse au sanctuaire, et en 1835, par décret impérial le couvent est reconstitué.
En 1817 sont construits les trois escaliers latéraux, œuvre de Giacomo Verda. En 1821 sont installées les 8 cloches en si2. En 1826 commencèrent les travaux du nouveau clocher, conçu par l'architecte Antonio Piovene, pour remplacer celui du XVe siècle, nécessitant la destruction de l'ancien chœur et d'une partie de la sacristie. En 1860, la restauration de la façade de l'église gothique, côté ouest, fut entreprise par l'architecte Giovanni Miglioranza en style néo-gothique.
En mai 1904, l'église est élevée par le pape Pie X au rang de basilique mineure.
Au XXe siècle est également construite la pénitencerie, à côté du clocher, construite entre 1971 et 1972. Depuis 1978, Notre-Dame du Mont Berico est la principale patronne de la ville de Vicence et de son diocèse.

## Architecture

### Façades

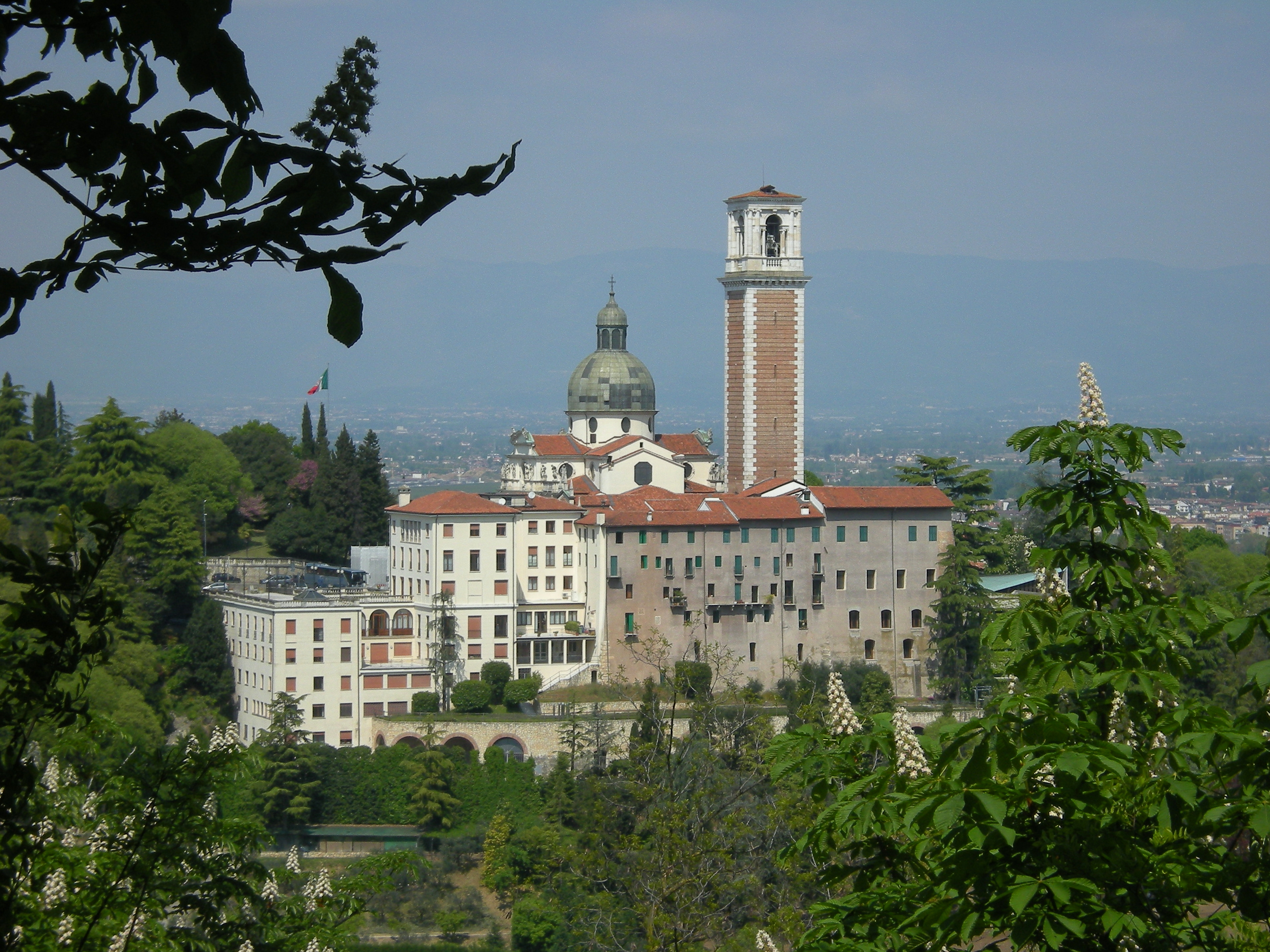
Le sanctuaire vu du parc du musée du Risorgimento et de la Résistance.

Les sculptures de saints et allégories des Vertus sur les façades sont l'œuvre d'Orazio Marinali, Francesco Cabianca et Giacomo Cassetti.
Sur la façade ouest, se dressent les statues de la Foi et de l'Espérance, les statues de saints : Léonce, Carpoforo, Gaétan de Thiène, Antoine de Padoue et Marie-Madeleine, Sébastien, Vincent, Roch et Philippe. Sur la façade nord, les statues de la Tempérance et de la Justice, les statues de prophètes, et des apôtres André, Pierre, Paul et Matthieu . Sur la façade est, les statues allégoriques des vertus, et les Héroïnes de l'Ancien Testament, au-dessous saint Barthélemy, Jean l'Évangéliste, Charles Borromée et Marc
Orazio Marinali, réalise les statues aux dessus des trois portes. Sur la façade est : La Vierge apparaissant à Vincenza Pasini. Sur la façade nord Vincenza Pasini devant les députés de Vicence. Sur la façade ouest : Pose de la première pierre de l'église votive. 

### Cloître et réfectoire

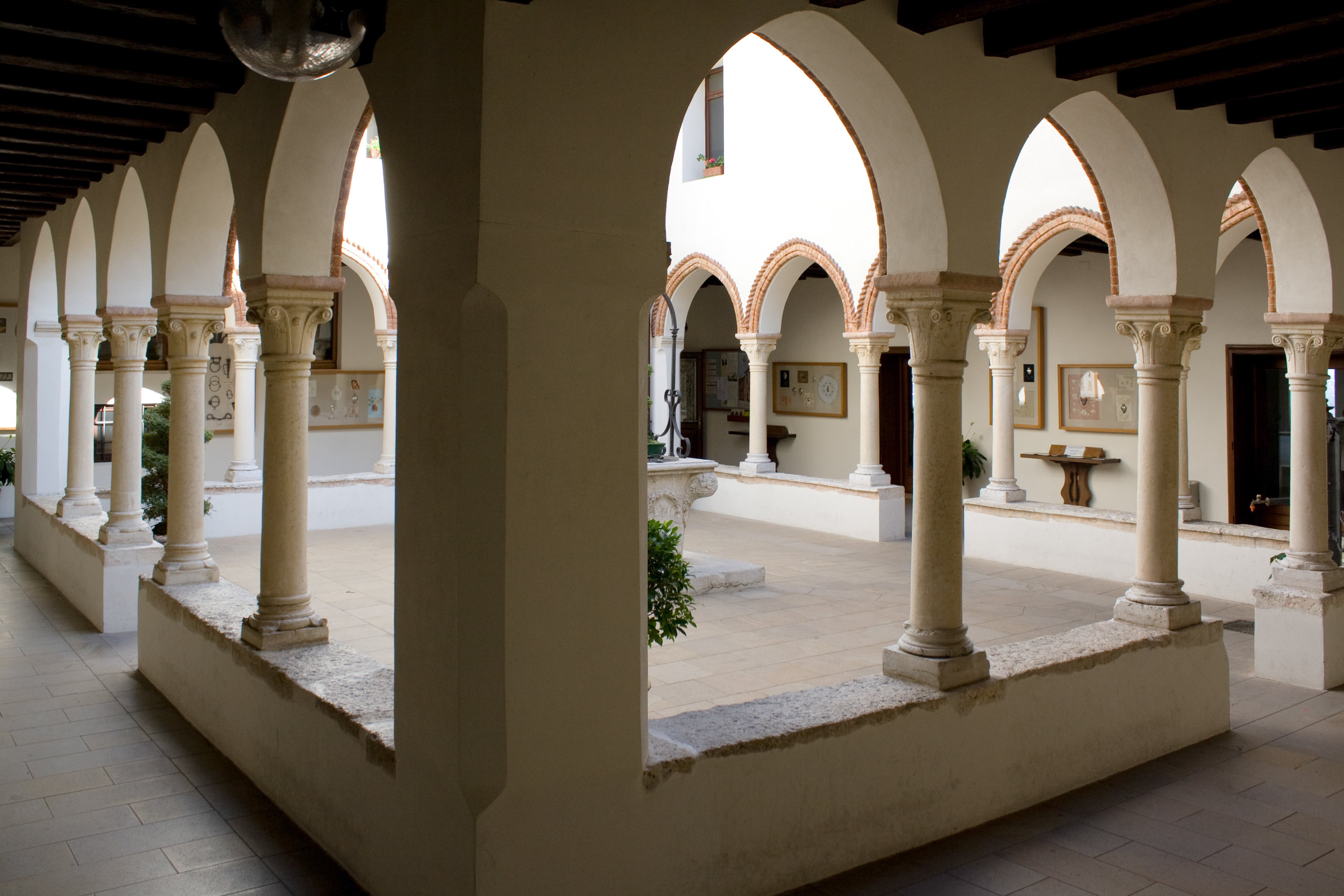
Cloître du sanctuaire, construit en 1429.

Le cloître mène à l'ancien réfectoire des moines, qui contient plusieurs œuvres. Parmi elles, la Cène de San Gregorio Magno de Paolo Véronèse (1572). La toile a été découpée en 32 morceaux par des soldats autrichiens le 10 juin 1848 puis restaurée sur ordre de l'empereur François-Joseph.
Devant l'œuvre de Véronèse se trouve une vitrine contenant un Christ ressuscité, une tapisserie russe du XVIIIe siècle, provenant de la chapelle impériale du Kremlin.
Toujours dans le réfectoire, se trouvent deux toiles d'Alessandro Maganza : la Vierge avec les quatre évangélistes et le Baptême du Christ.

### Pénitencerie
À l'intérieur se trouvent une fresque représentant une Madonna del Magnificat peinte par Battista da Vicenza (déplacée depuis l'église gothique), un crucifix contemporain en bois et une Pietà en pierre peinte, un important Vesperbild réalisé à Salzbourg (vers 1415) anciennement dans l'église de Santa Maria in Foro (it).

### Intérieur de la basilique
À l'intérieur de l'église se trouvent de nombreuses œuvres d'art de grands artistes, dont deux d'Alessandro Maganza : la Vierge avec les quatre évangélistes et le Baptême du Christ.

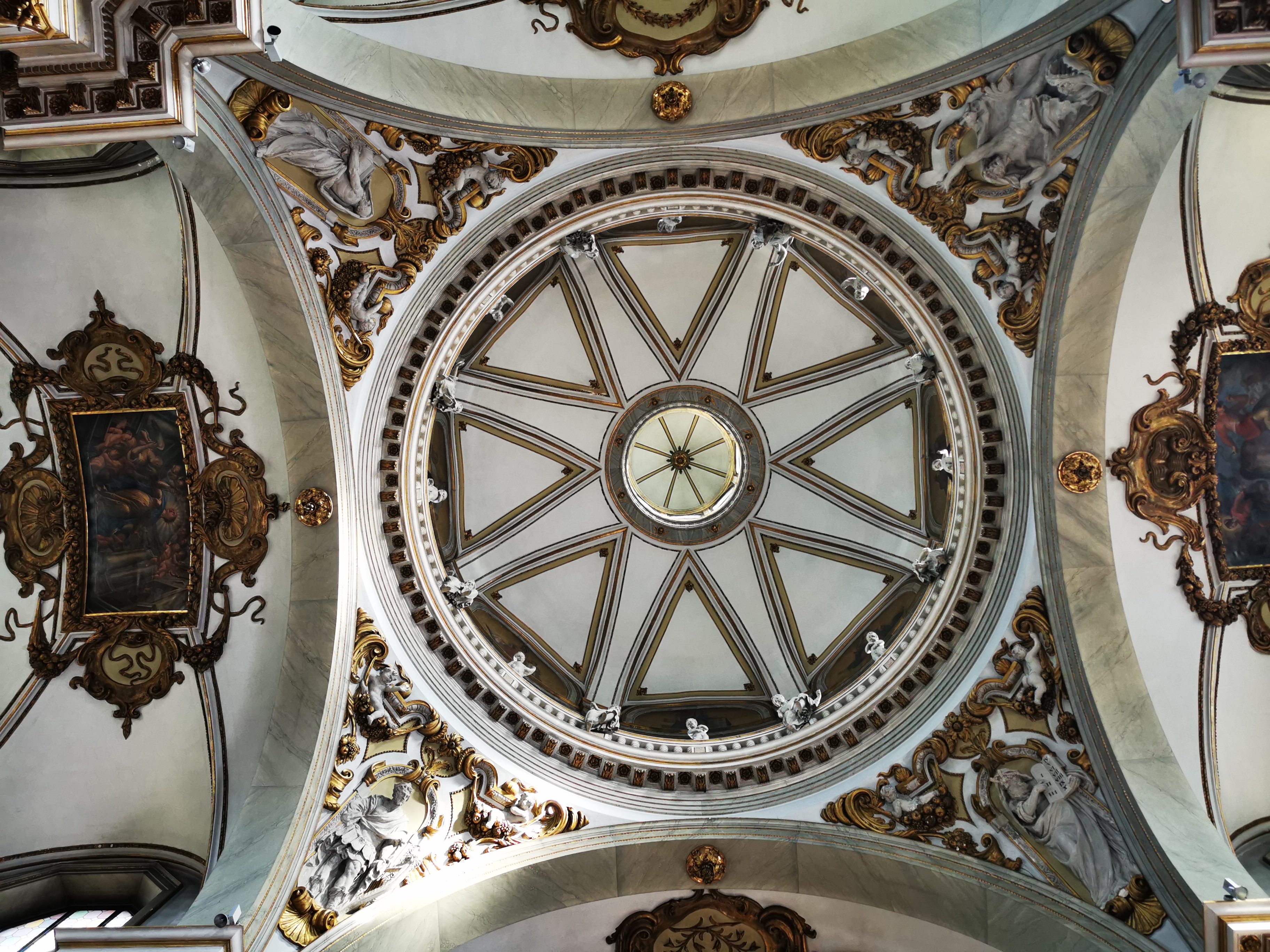
Le dôme.

S'y trouve également une Pietà de Bartolomeo Montagna (début du Cinquecento). Sur la fresque, imprégnée d'une lumière froide, dépeint, outre la Madone et le Christ, Marie Madeleine et Joseph d'Arimathie. Une pomme et un papillon ainsi qu'une ancolie sont visibles au pied de la fresque. Dans la symbologie religieuse, la pomme fait référence au péché originel d'Adam et Ève (rachetés par la mort du Christ), le papillon symbolise la Résurrection, et l'ancolie la Passion du Christ et la douleur de la Vierge Marie.
Sur le mur latéral, au-dessus de la porte d'accès d'origine, se trouve le monument funéraire, attribué au sculpteur belge Giusto Le Court(XVIIe siècle), de Leonida Bissari, qui a combattu les Turcs à Vienne, Belgrade et en Hongrie pour défendre l'empire des Habsbourg.

En entrant par la porte depuis la Piazzale della Vittoria, on rencontre à droite plusieurs retables : le premier est de Pietro Gagliardi (1888) représentant la Vierge apparaissant aux sept saints fondateurs de l'Ordre des Servites de Marie. Plus loin se trouve une œuvre de 1796 du peintre néoclassique François-Guillaume Ménageot : L'Enfant Jésus assis sur un muret entre la Vierge et saint Joseph avec des anges adorateurs. À noter également le retable de Palma le Jeune avec le Couronnement de la Vierge, de la Trinité et des Saints.

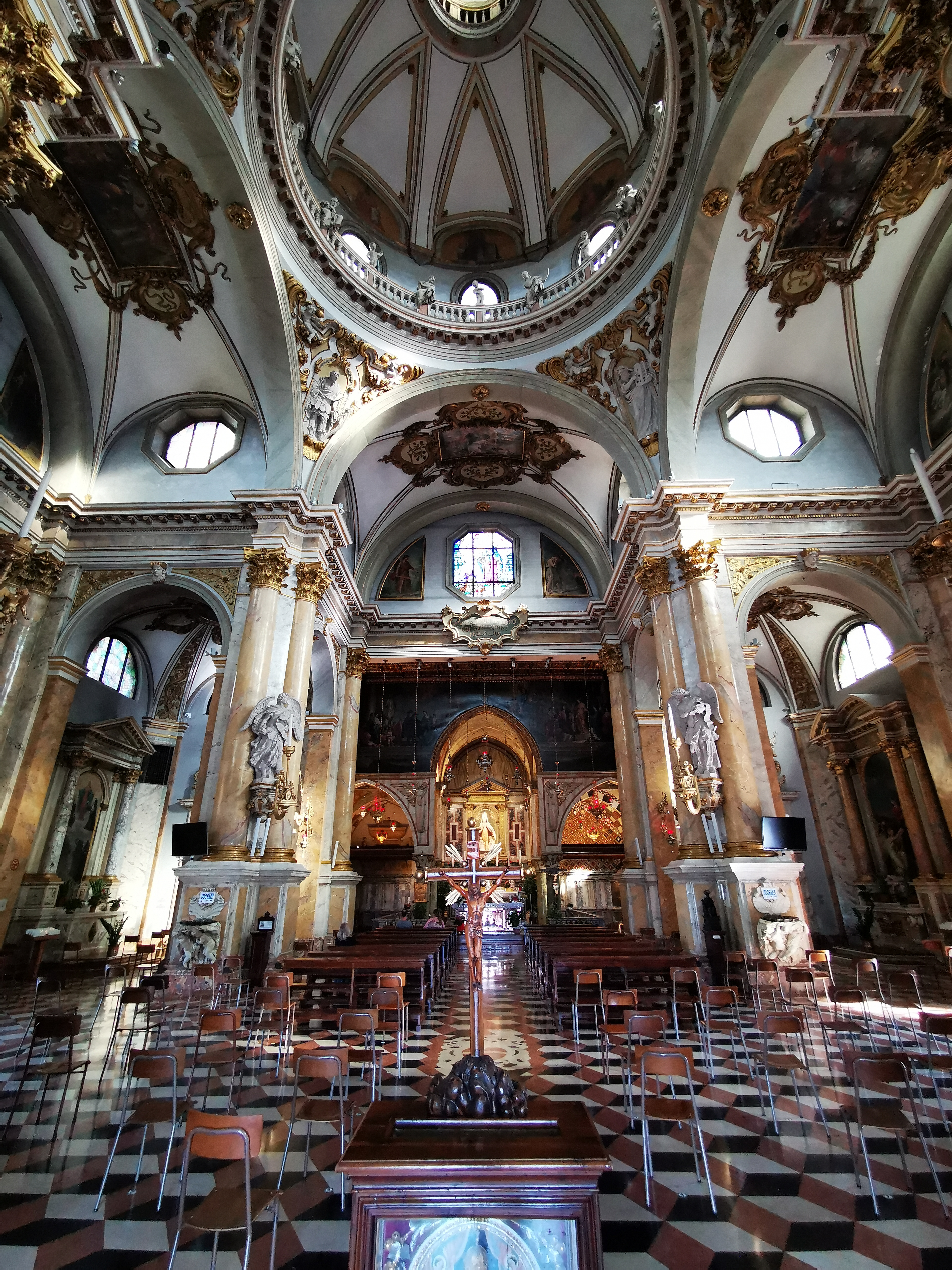
Intérieur de la Basilique.

Dans la basilique, il y a aussi d'autres peintures, comme la Trinité (sur fond d'or) de Leoneda Uliaco (1760) et une peinture à l'huile de l'école hollandaise du XVIIe siècle : La Madone et l'Ordre des Servites de Marie.

#### Chœur, abside et effigie de la Madone
À la verticale du chœur, un vitrail représente l'apparition de la Vierge sur le mont. Une grande inscription en latin en dessous indique :
« Adorabimus in loco ubi steterunt pedes eius »
« Nous l'adorerons à l'endroit où ses pieds reposaient »
Sous le vitrail, juste au dessus de l'arche, se trouve une grande toile du peintre vénitien Giulio Carpioni (XVIIe siècle) commandée par l'ordre des marchands de Vicence après une grave famine : la Madone apparaissant au podestat Francesco Grimani. La toile de 1651 représente également une dédicace de gratitude au podestat Francesco Grimani, représenté à droite de la toile.
En dessous, l'autel et la niche de la Madone sont situés à l'intérieur de la colonnade de l'ancienne église gothique, entre un monument funéraire et un ensemble d'ex-voto. Parmi les marbres polychromes, en position dominante, la Statue est bien visible depuis l'entrée du Sanctuaire. L'aménagement actuel est le résultat d'une rénovation effectuée à l'occasion du cinquième centenaire des Apparitions, dans les années 1926-1928, pour remplacer l'ancien autel de 1590. La statue de la Madone, représentée en Vierge de miséricorde, est une œuvre de Nicolò da Venezia (XVe siècle),,.
Sous la statue se trouve un grand tondo en argent, décoré d'un bas-relief qui représente encore l'apparition de la Vierge à Vincenza Pasini. A côté se trouvent deux bas-reliefs en marbre représentant Vincenza Pasini et les soldats après la Première Guerre mondiale. Il est de coutume que les pèlerins et les fidèles visitant le Sanctuaire passent en procession — ou seuls — derrière l'autel, près de la statue et s'arrêtent en prière devant le tondo.
Les stalles du chœur, datant du XVe siècle, présentent de belles marqueteries représentant l'ancienne Vicence.

### Orgue
Sur la cantoria se trouve l'orgue de Mascioni opus 579, construit en 1943 en récupérant une partie des matériaux des instruments précédents de De Lorenzi et Zordan.
L'instrument dispose d'une transmission électrique.

### Musée
Dans le musée de la basilique se trouvent des peintures, des objets sacrés, des ex-voto et des vêtements liturgiques anciens .